# Nerf du muscle élévateur de l'anus
Le nerf du muscle élévateur de l'anus est un nerf moteur pelvien.
C'est une branche collatérale de la partie antérieure du plexus sacral issu du rameau antérieur du quatrième nerf sacré.
Il contribue à l'innervation du muscle élévateur de l'anus avec le nerf rectal inférieur.